# Patrik St Cyr
Patrik John Edgar St Cyr, född 12 juni 1989, är en svensk fotbollsspelare (mittfältare) som har spelat för IK Sirius, Västerås SK och Husqvarna FF och IK Brage. Han avslutade kontraktet med Brage i förtid och anslöt till Gamla Upsala SK sommaren 2016.
Tillhör sedan 2021 den uppländska fotbollsklubben Bälinge IF i Division 5.